# Conrado III da Germânia
Conrado III de Hohenstaufen (Bamberg, 1093 - Bamberg, 15 de fevereiro de 1152) foi Imperador Romano-Germãnico (1138-1152), fundador da dinastia Hohenstaufen de imperadores do Sacro Império Romano-Germânico. Filho mais novo de Frederico I, duque da Suábia, foi conde de Hohenstaufen. Seu tio, o imperador Henrique V, nomeou-o duque da Francônia, em 1115, e regente da Germânia, em 1116.
O governo de Conrado III caracterizou-se pela oposição crescente e acirrada entre as famílias Hohenstaufen e Welfisch, partidária do rei Lotário II da Germânia. disputa entre os Hohenstaufen e os Welfisch ficou em segundo plano durante a participação de Conrado na fracassada Segunda Cruzada (1147-1149).

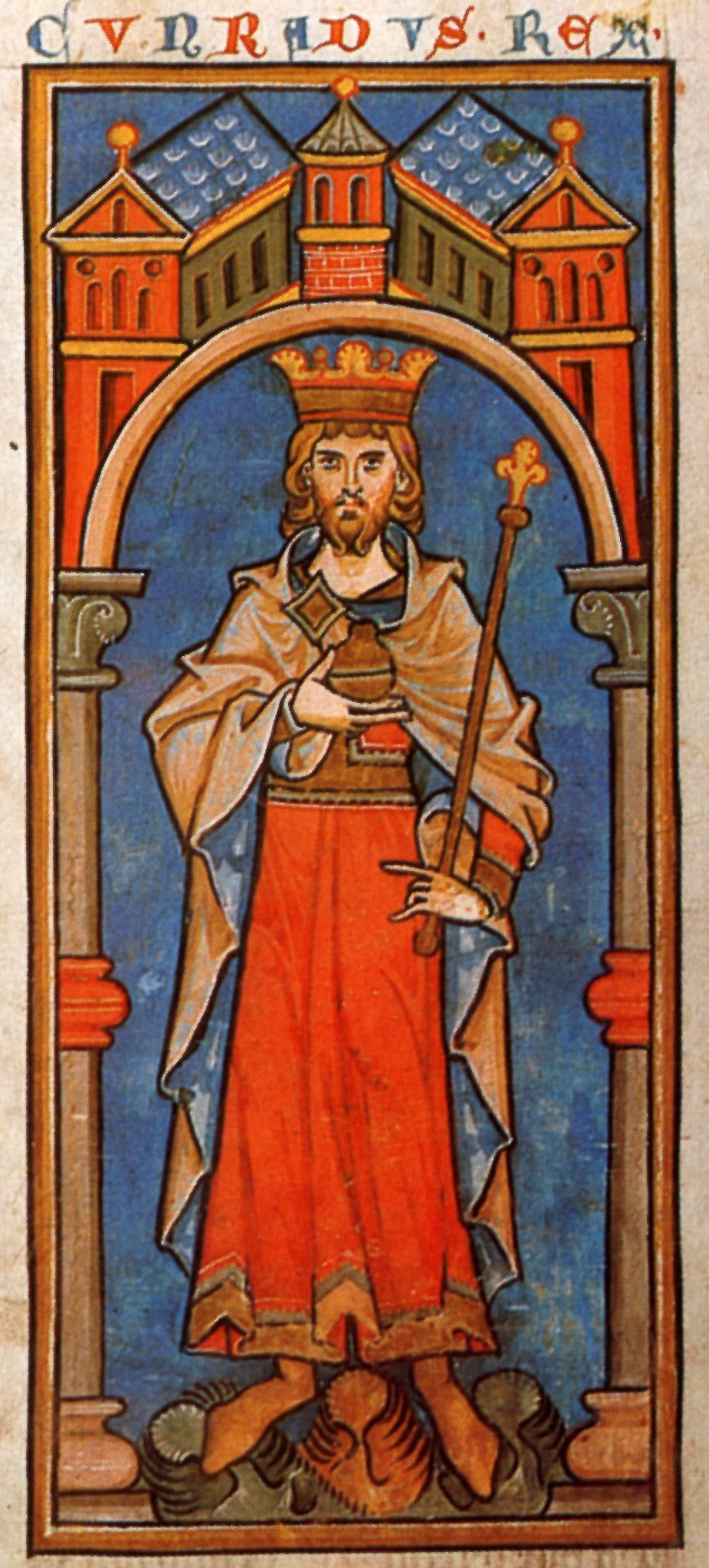
Conrado III, primeiro rei da dinastia Hohenstaufen no trono do Sacro Império Romano-Germânico

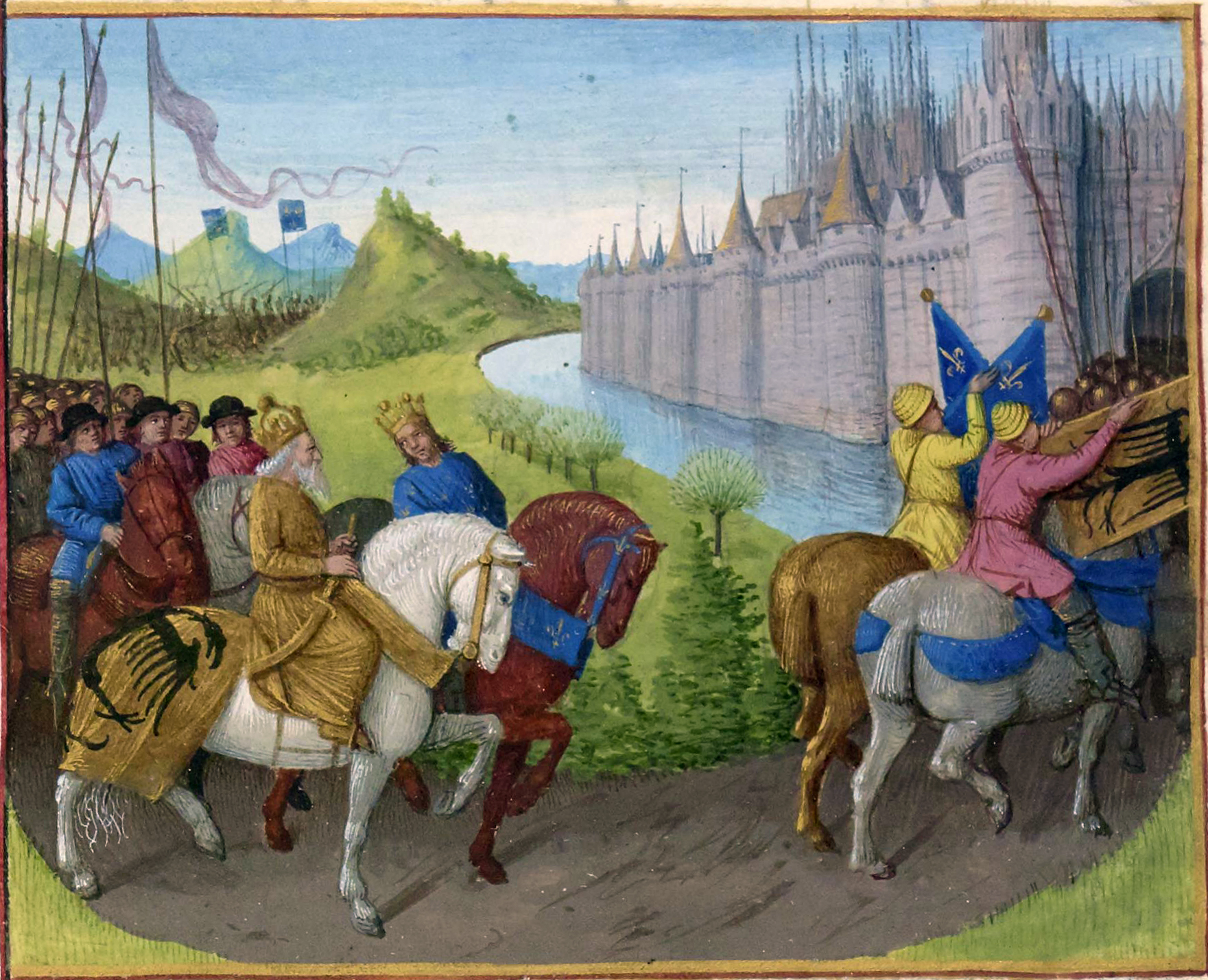
Conrado III diante dos portões de Constantinopla